# نوبوتاكا موتوياما
نوبوتاكا موتوياما (باليابانية: 持山 宜丈) (مواليد 5 أبريل 1973)، هو لاعب كرة قدم سابق كان يلعب كلاعب وسط.

## وصلات خارجية
- نوبوتاكا موتوياما على موقع عالم كرة القدم.نت (الإنجليزية)